# Selecția Națională 2015
Selecția Națională este procedeul de alegere a piesei reprezentante a României la Eurovision. Selecția Națională 2015 a avut loc pe 8 martie 2015 și a fost transmisă în direct de către Televiziunea Română (TVR). Câștigătorii Selecției Naționale 2015 au devenit trupa Voltaj cu piesa „De la capăt”, care vor reprezenta România în prima semifinală a Concursului Muzical Eurovision 2015.

## Participanți
| Artist                       | Piesă                 | Compozitor                                                                                             |
| ---------------------------- | --------------------- | --- |
| Aurelian Temișan feat. Alexa | "Chica Latina"        | Mihai Alexandru, Alexa Niculae                                                                         |
| Băieții                      | "Dragoste în lanțuri" | Mihai Postolache, Ștefan Adrian Marin, Liviu Vârciu, Marian Stavar                                     |
| Blue Noise                   | "Love Won't Run Away" | Diana Moraru, Elena Moroșanu, Ana Cristina Leonte, Mihail Grigore, Denis Bolborea                      |
| CEJ                          | "We Were in Love"     | Victor Thell, Aleena Gibson, Maria Smith                                                               |
| Cristina Vasiu               | "Nowhere"             | Cristina Vasiu, Daniel Costache, Dan Andrei Deaconu                                                    |
| Lara Lee                     | "Superman"            | Robin Lynch, Niklas Olovson, Milica Fajgelj, Tami Rodriguez, Nicole Rodriguez                          |
| Luminița Anghel              | "A Million Stars"     | Andrei Tudor, Cristian Faur                                                                            |
| Ovidiu Anton                 | "Still Alive"         | Linda Persson, Ylva Persson, Peter Hägerås                                                             |
| Rodica Aculova               | "My Light"            | Ivan Aculov, Lidia Scarlat                                                                             |
| Tudor Turcu                  | "Save Us"             | Gabriel Huiban                                                                                         |
| Super Trooper                | "Secret Place"        | Daniel Alexandrescu, Radu Fornea, Pavel Petricenco, Tudor Man                                          |
| Voltaj                       | "De la capăt"         | Gabriel Constantin, Călin Gavril Goia, Adrian Cristescu, Victor-Răzvan Alstani, Silviu-Marian Păduraru |

## Finala
| Finala – 8 martie 2015 | Finala – 8 martie 2015       | Finala – 8 martie 2015 | Finala – 8 martie 2015 | Finala – 8 martie 2015 | Finala – 8 martie 2015 | Finala – 8 martie 2015 |
| Nr.                    | Artist                       | Piesă                  | Televot                | Juriu                  | Total                  | Loc                    |
| ---------------------- | ---------------------------- | ---------------------- | ---------------------- | ---------------------- | ---------------------- | ---------------------- |
| 1                      | Voltaj                       | "De la capăt"          | 12 (4707)              | 12                     | 24                     | 1                      |
| 2                      | Băieții                      | "Dragoste în Lanțuri"  | 0 (178)                | 0                      | 0                      | 11                     |
| 3                      | Tudor Turcu                  | "Save Us"              | 8 (2078)               | 5                      | 13                     | 5                      |
| 4                      | Aurelian Temișan feat. Alexa | "Chica Latina"         | 3 (488)                | 2                      | 5                      | 9                      |
| 5                      | Rodica Aculova               | "My Light"             | 0 (86)                 | 0                      | 0                      | 12                     |
| 6                      | Blue Noise                   | "Love Won't Run Away"  | 7 (1020)               | 7                      | 14                     | 4                      |
| 7                      | Ovidiu Anton                 | "Still Alive"          | 5 (571)                | 10                     | 15                     | 3                      |
| 8                      | Lara Lee                     | "Superman"             | 1 (386)                | 6                      | 7                      | 7                      |
| 9                      | Super Trooper                | "Secret Place"         | 4 (510)                | 1                      | 5                      | 10                     |
| 10                     | Luminița Anghel              | "A Million Stars"      | 10 (3828)              | 8                      | 18                     | 2                      |
| 11                     | Cristina Vasiu               | "Nowhere"              | 2 (444)                | 3                      | 5                      | 8                      |
| 12                     | CEJ                          | "We Were in Love"      | 6 (846)                | 4                      | 10                     | 6                      |